# The Perfect Guy
The Perfect Guy is een Amerikaanse romantische thriller uit 2015, geregisseerd door David M. Rosenthal.

## Verhaal
Nadat de relatie van de zakenlobbyist Leah Vaughn met haar oude vriend Dave op de klippen liep omdat hij niet wilde dat ze kinderen kreeg, ontmoet ze de charmante IT-expert Carter Duncan. Hij blijkt de absolute droomman te zijn en is een welkome speling van het lot. Leah's vrienden en familie zijn ook enthousiast als Carter liefdevol voor Leah en haar familie zorgt. Nadat de datingfase echter voorbij is, ontdekt Leah een gewelddadige kant van Carter. Zijn beschermend instinct krijgt donkere trekken, dus Leah verbreekt de ontluikende relatie. Maar Carter laat zich niet ontkennen en belooft uit jaloezie haar leven tot een hel te maken.

## Rolverdeling
| Acteur              | Personage                    |
| ------------------- | ---------------------------- |
| Sanaa Lathan        | Leah Vaughn                  |
| Michael Ealy        | Carter Duncan / Robert Adams |
| Morris Chestnut     | David "Dave" King            |
| Tess Harper         | Mrs. McCarthy                |
| Charles S. Dutton   | Roger Vaughn, Leah's vader   |
| L. Scott Caldwell   | Evelyn Vaughn, Leah's moeder |
| Kathryn Morris      | Karen                        |
| Rutina Wesley       | Alicia                       |
| Holt McCallany      | Rechercheur Hansen           |
| Ronnie Gene Blevins | Dalton                       |
| Shannon Lucio       | Cindy                        |
| John Getz           | Tom Renkin                   |
| David Starzyk       | Frank                        |

## Release
De film ging in première in op 2 september 2015	in het Writers Guild Theater in Los Angeles en verscheen op 11 september 2015 in Amerikaanse bioscoop.

## Ontvangst
Op Rotten Tomatoes heeft The Perfect Guy een waarde van 18% en een gemiddelde score van 3,9/10, gebaseerd op 45 recensies. Op Metacritic heeft de film een gemiddelde score van 36/100, gebaseerd op 13 recensies.

## Prijzen en nominaties
De belangrijkste:
| Jaar | Prijs             | Categorie                               | Genomineerde(n) | Uitslag     |
| ---- | ----------------- | --------------------------------------- | --------------- | ----------- |
| 2016 | NAACP Image Award | Outstanding Actress in a Motion Picture | Sanaa Lathan    | Gewonnen    |
| 2016 | NAACP Image Award | Outstanding Actor in a Motion Picture   | Michael Ealy    | Genomineerd |